# Flughafen Con Dao

i8
i11
i13
Der Flughafen Cỏ Ống (vietnamesisch Sân bay Côn Sơn, englisch Con Dao Airport, IATA-Code: VCS, ICAO-Code: VVCS) liegt auf der Insel Côn Lôn, die zur Inselgruppe Côn Đảo in der Provinz von Bà Rịa-Vũng Tàu (Region Đông Nam Bộ) in Vietnam gehört. Der Flughafen liegt zwei Kilometer nördlich vom Stadtzentrum Côn Đảos. Die Länge der Start- und Landebahn beträgt 1287 m, die Breite 30 m.

## Airlines und Ziele
- Vietnam Air Services Company (Ho-Chi-Minh-Stadt)